# 교황 식스토 3세
교황 식스토 3세(라틴어: Sixtus PP. III, 이탈리아어: Papa Sisto III)는 제44대 교황(재위: 432년 7월 31일 - 440년 3월/8월)이다. 사후 시성되었으며, 축일은 3월 28일이다.
식스토(동명이인)의 아들로서 종종 로마의 웅장한 성당의 건설과 관련하여 언급된다. 아벤티노 언덕의 산타 사비나 성당이 식스토 3세의 재위기간 중에 완공되어 봉헌되었으며, 431년 에페소 공의회에서 성모 마리아를 하느님의 어머니라고 부를 수 있다고 공식적으로 선포한 후에 폐회한 것을 기념하여 산타 마리아 마조레 대성전을 건설하였다. 공의회에서는 성모 마리아를 ‘하느님의 어머니’와 ‘그리스도의 어머니’ 중 어느 호칭으로 불러야 할지를 놓고 논쟁이 일어났는데, 근본적으로 이것은 그리스도 위격의 신비에 대한 논쟁이었다. 알렉산드리아의 치릴로 주교는 예수 그리스도의 신성과 인성은 밀접히 결합되어 하나의 신인적 본성을 이루기 때문에 하느님의 어머니라고 불러야 한다고 주장한 반면에, 예수 그리스도의 인성과 신성의 결합을 좀 느슨하게 이해하였던 콘스탄티노폴리스의 네스토리우스 주교는 마리아는 자기보다 앞서, 참으로 시간 이전부터 존재한 하느님의 말씀(로고스)을 낳은 것이 아니라 인간 예수를 낳은 것이기 때문에 그리스도의 어머니라고 부르는 것이 마땅하다고 주장하였다. 결국 공의회에서는 그리스도의 신성과 인성의 결합에 대한 치릴로의 주장을 승인한 뒤, 네스토리우스를 파문하였다. 그러나 하느님의 어머니라는 이 칭호는, 성모 마리아에게 하느님과 같은 여신의 지위를 부여한 것이 아니라, 참 하느님이면서 참 사람이기도 한 예수 그리스도 안에서 신성과 인성의 완전한 결합을 밝힌 것이다. 그리고 이에 대한 응답으로서 식스토 3세에 의해 로마에서 산타 마리아 마조레 대성전이 건립되어 봉헌된 것이다.
교황이 되기 전에 식스토 3세는 펠라기우스에 대해 동정심을 갖고 있었지만, 나중에는 그를 이단으로 선언하고 단죄하게 된다.
식스토 3세의 큰 관심사 중의 하나는 알렉산드리아의 치릴로 주교와 시리아 교회 사이의 평화 관계를 회복시키는 것이었다. 또한, 그는 교황의 사목권을 일리리아까지 뻗쳐, 테살로니카 대주교를 교황 총대리 자격으로 일리리아 지역 교회의 으뜸으로서의 위치를 공고히 하였다.

## 같이 보기
- 교황 목록